# Regió de Ruvuma
Ruvuma és una de les trenta regions administratives en les quals està dividida la República Unida de Tanzània. La seva principal població és la ciutat de Songea.

## Districtes
Aquesta regió es troba subdividida internament en quatre districtes:
- Mbinga
- Namtumbo
- Songea
- Tunduru

## Territori i Població
La regió de Ruvuma té una extensió de territori que abasta una superfície de 63.498 quilòmetres quadrats. A més aquesta regió administrativa té una població d'1.117.166 persones. La densitat poblacional és de 17,6 habitants per cada quilòmetre quadrat de la regió.